# Mayncinidae
Mayncinidae es una familia de foraminíferos bentónicos de la superfamilia Nezzazatoidea, del suborden Nezzazatina y del orden Lituolida. Su rango cronoestratigráfico abarca desde el Kimmeridgiense (Jurásico superior) hasta el Santoniense (Cretácico superior).

## Discusión
Clasificaciones previas incluían Mayncinidae en la superfamilia Lituoloidea, así como en el suborden Textulariina del orden Textulariida, o en el orden Lituolida sin diferenciar el Ssuborden Nezzazatina.

## Clasificación
Mayncinidae incluye a los siguientes géneros:
- Biconcava †
- Carasuella †
- Comaliamma †
- Daxia †
- Deuterospira †
- Flabellocyclolina †
- Freixialina †
- Gendrotella †
- Hinogammina †
- Mayncina †
- Nonionammina †
- Phenacophragma †
- Stomatostoecha †